# Гарен де Лебрюн
Гарен (Гверін) де Лебрюн (фр. Guérin Lebrun; д/н — 1236) — 15-й великий магістр ордену госпітальєрів у 1231—1236 роках.

## Життєпис
Походив з французької шляхти, але власне з якої саме області достеменно невідомо. Перша згадка про Лебрюна сягає 1225 року, коли його призначають пріором Франції.
У 1231 році був обраний великим магістром. Невдовзі за посередництва Жіро Лозанського, папського легата і патріарха Єрусалиму, уклав мирну угоду з Боемундом IV, князем Антіохії, за якою відмовився від пожертв, наданих Раймундом-Рубеном на користь госпітальєрів у князівстві Антіохія, за винятком володіння Гібелет та замку Вієль. Натомість орден отримав ренту в 873 безантів з Антіохії та 316 безантів з Триполі на основі доходів цих двох міст, а також підтвердження пожертв та продажів в Кілікії.
Певний час великий магістр дотримувався нейтралітету під час конфлікту Жана д'Ібеліна, регента Кіпру, та Фрідріха II, імператора Священної Римської імперії. Втім згодом підтримав імператора. Проте орден тамплієрів підтримав рід Ібелінів. Лише дипломатичними заходами Лебрюну вдалося уникнути збройних сутичок з тамплієрами.
У 1232 році орден купив за 16 тис. безантів замок Кафарле на рівнинній прибережній смузі між Середземним морем і гірським масивом Кармель у сеньйора Жана де Кесарія, який був переданий йому в заставу в 1213 році.
У жовтні 1233 року зібрав військо (йому допомогли тамплієри і кіпріоти), намагаючись завершили невдале протистояння попередника з аль-Музаффаром Махмудом Айюбіда, еміром Хами. При цьому великий магістр завдяки дипломатії домігся нейтралітету Аюбідів з Єгипту і Дамаску. Це сприяло успіху, в результаті чого емір Хами знову став платити данину госпітальєрам. 
1234 року вступив у конфлікт з новим антіохійським князем Боемундом V. Госпітальєрів підтримав латинським патріарх Антіохії Альберт дель Реззато. 1235 року за посередництва Т'єррі Равенського, папського легату, залагоджено було конфлікт з тамплієрами стосовно використання річки Нар аль-На'мейн. Того ж року було відновлено мир з князем Антіохії.
Згідно з хроніками, Гарен де Лебрюн сильно поліпшив фінансове становище ордену, домігшись наповнення скарбниці. Помер влітку 1236 року. Новим великим магістром було обрано Бертрана де Кома.